# Abenezra (Mondkrater)
Abenezra ist ein Einschlagkrater auf der südöstlichen Mondvorderseite, südwestlich des Kraters Geber. Der Kraterrand ist unregelmäßig und der Kraterboden uneben. Im Südosten berührt der Kraterrand den Wall von Azophi.
Der Krater wurde 1935 von der IAU nach dem spanischen Mathematiker und Astronomen Abraham ben Meir Ibn Ezra Abenezra benannt.

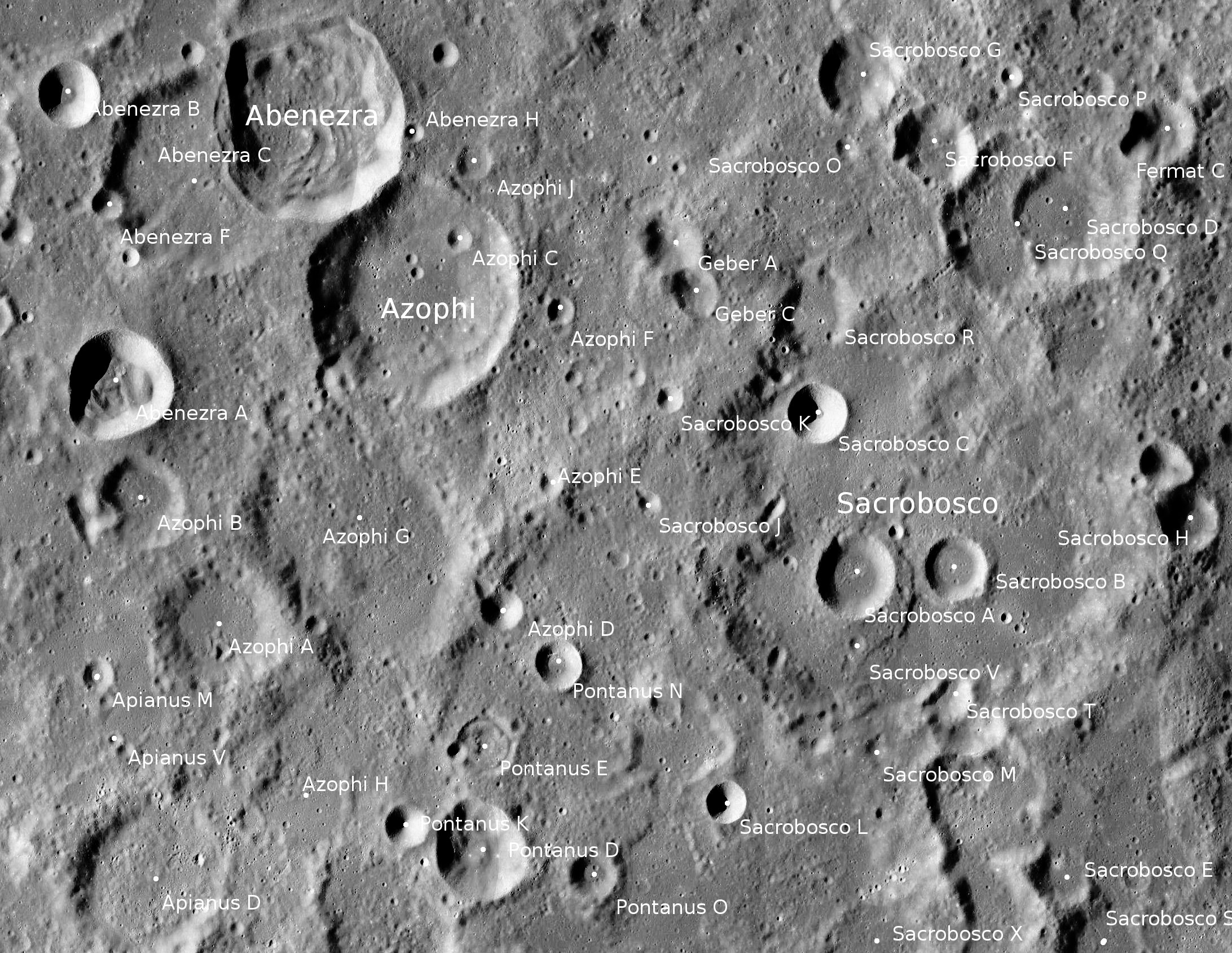
Umgebung von Abenezra (LROC-WAC)

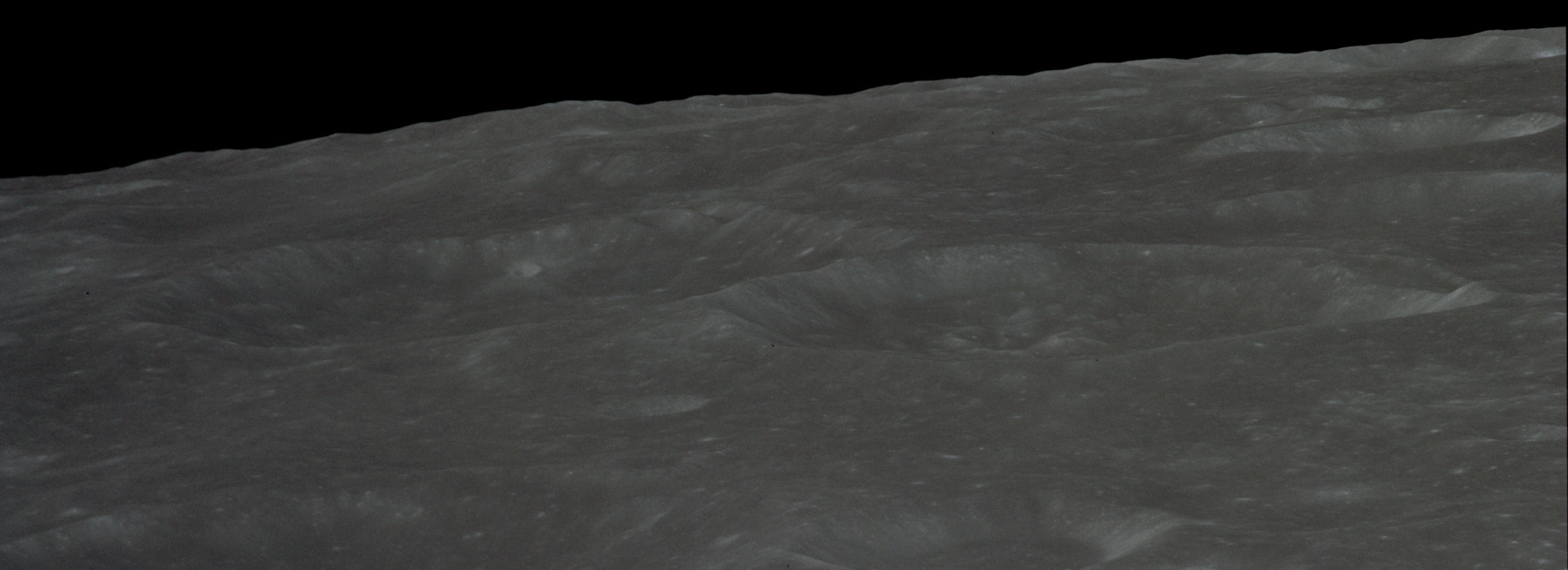
Die Krater Abenezra und Azophi von Apollo 14 aufgenommen

| Buchstabe | Position           | Durchmesser | Link |
| --------- | ------------------ | ----------- | ---- |
| A         | 22,83° S, 10,39° O | 22 km       |      |
| B         | 20,84° S, 10,01° O | 14 km       |      |
| C         | 21,39° S, 11° O    | 44 km       |      |
| D         | 21,78° S, 9,6° O   | 7 km        |      |
| E         | 21,46° S, 9,36° O  | 14 km       |      |
| F         | 21,59° S, 10,29° O | 6 km        |      |
| G         | 20,56° S, 10,96° O | 5 km        |      |
| H         | 21,11° S, 12,7° O  | 3 km        |      |
| J         | 19,94° S, 10,64° O | 4 km        |      |
| P         | 20,02° S, 9,85° O  | 39 km       |      |